# Відмова (фільм, 1925)
«Відмова» (англ. The Denial) — американська драма режисера Гобарта Генлі 1925 року.

## У ролях
- Клер Віндсор — мати
- Берт Роуч — Артур
- Вільям Гайнс — коханець в спогадах
- Люсіль Ріксен — дочка
- Роберт Егнью — молодий офіцер
- Емілі Фітцрой — Рена, мати в спогадах
- Вільям Юджин — Євген
- Естель Кларк — Розі
- Вівія Огден — Еффі
- Едвард Коннеллі